# Vapeurbrug
De Vapeurbrug is een hefbrug over de Moervaart in Moerbeke. De brug maakt deel uit van de inmiddels opgebroken spoorlijn 77A, die tussen 1867 en 1971 Lokeren met Zelzate verbond. Het rijdek werd als een platform tussen de vier ijzeren heftorens opgehaald; dit gebeurde handmatig met een lier en door het gebruik van tegengewichten op elk van de heftorens. 

## Geschiedenis
De huidige (gegevens 2019) brug dateert uit het interbellum en werd omstreeks 1945 hersteld en gedeeltelijk vervangen na oorlogsschade uit de Tweede Wereldoorlog. In 1971 reed de laatste goederentrein over spoorlijn 77A, nadien werd de spoorbrug omgebouwd tot wegbrug, die dan tot 2007 enkel werd gebruikt bij het binnenhalen van de suikerbieten (naar de suikerfabriek van Moerbeke), anders staat ze open voor de scheepvaart op de Moervaart. De brug werd in 2001 beschermd als monument. Sinds 2016 zijn er plannen om de brug weer in gebruik te nemen als onderdeel van de fietssnelweg tussen Moerbeke en Lokeren, bij de herinrichting van de suikerfabrieksite.

## Naamgeving
De naam verwijst naar de stoomtreinen die gedurende bijna 100 jaar over de spoorlijn 77A reden. Naast de brug stonden de waterketels om de stoomtreinen te bevoorraden.